# Bastaskäret
Bastaskäret är en ö i Lule skärgård, belägen mellan Stor-Brändön, naturreservatet Kluntarna och Småskär. På den södra stranden ligger ett vrak efter en ekbåt som förliste här 1923.